# Euscelidia notialis
Euscelidia notialis är en tvåvingeart som beskrevs av Dikow 2003. Euscelidia notialis ingår i släktet Euscelidia och familjen rovflugor. Inga underarter finns listade i Catalogue of Life.